# Mimi Coertse
Mimi Coertse (12 de junho de 1932) é uma soprano sul-africana.

## Biografia
Mimi Coertse nasceu em Durban e matriculou-se em uma escola em Johannesburgo. Começou a estudar canto na África do Sul em 1949. Em julho de 1953 casou com o compositor Dawid Engela. Mudou-se da África do Sul para Londres em setembro de 1953. Em janeiro de 1954 começou a estudar com Maria Hittorff e Josef Witt. Ela fez sua estreia em janeiro de 1955 como Primeira Flor em Parsifal, de Richard Wagner, no Teatro de São Carlo em Nápoles, com a regência de Karl Böhm. No dia 17 de março de 1956, Coertse fez sua estreia na Ópera Estatal de Viena como Rainha da Noite na ópera Die Zauberflöte, de Mozart, e ficou na companhia até 1978. Sua estreia no Covent Garden foi em 1956, no mesmo papel.
Coertse cantou a parte de soprano de Matthäus-Passion, de Bach, na primeira performance de Fritz Wunderlich em Viena, em 1958. No mesmo ano, eles começaram a trabalhar juntos no Festival de Aix-en-Provence, na ópera Die Zauberflöte. Em 1965 ela interpretou Konstanze em Die Entführung aus dem Serail, na Ópera Estatal de Viena. Desde que voltou para à África do Sul, em 1973, ela se apresentou em vários programas de rádio e televisão.
Seu repertório inclui:
- Die Zauberflöte (Wolfgang Amadeus Mozart) - Queen of the night
- Il Seraglio (Wolfgang Amadeus Mozart) - Constance
- Ariadne auf Naxos (Richard Strauss) - Najade, later Zerbinetta
- Rigoletto (Giuseppe Verdi) - Gilda
- The Tales of Hoffmann (Jacques Offenbach) - Olympia, Antonia, Giulietta, Stella
- Palestrina (Hans Pfitzner) - the Angel
- Carmen (Georges Bizet) - Frasquita
- Martha (Friedrich von Flotow) - Martha
- Mignon (Ambroise Thomas) - Philine
- La traviata (Giuseppe Verdi) - Violetta
- An Irish Legend (Werner Egk) - female lead
- Unverhofftes Begegnen (Joseph Haydn) - female lead
- I Pagliacci (Ruggiero Leoncavallo) - Nedda
- Arabella (Richard Strauss) - Fiaker-Milli
- Bastien und Bastienne (Wolfgang Amadeus Mozart) - Bastienne
- The Merry Widow (Franz Lehár) - Hanna Glawari
- Lucia di Lammermoor (Gaetano Donizetti) - Lucia
- Die Fledermaus (Johann Strauss II) - Rosalinde
- L'heure espagnole (Maurice Ravel) - Concepcion, staging Otto Schenk
- Don Giovanni (Wolfgang Amadeus Mozart) - Donna Elvira
- La bohème (Giacomo Puccini) - Musetta
- Norma (Vincenzo Bellini) - Norma
- Così fan tutte (Wolfgang Amadeus Mozart) - Fiordiligi
- Falstaff (Giuseppe Verdi) - Mrs. Alice Ford
- Turandot (Giacomo Puccini) - Liu, a young slave
- Angelique (Jacques Ibert) - Angelique, staging Axel Corti
- Don Giovanni (Wolfgang Amadeus Mozart) - Donna Anna
- Die schweigsame Frau (Richard Strauss) - Aminta, Timida 1968 Premiere Vienna State Opera, staging Hans Hotter
- Die ägyptische Helena (Richard Strauss) - Aithra
- Daphne (Richard Strauss) - Daphne
- Don Carlos (Giuseppe Verdi) - Elisabeth von Valois

Coertse cantou nos teatros de Aix-en-Provence, Atenas, Barcelona, Bruxelas, Covent Garden, Düsseldorf, Glyndebourne, Graz, Hamburgo, Linz, Londres, Melk, Nápoles, Palermo, Salzburgo, Stuttgart, Haia, Turim e Wiesbaden. Cantou sob a batuta de maestros como: Karl Böhm, Vittorio Gui, Alberto Erede, Heinrich Hollreiser, Herbert von Karajan, Joseph Keilberth, Jascha Horenstein, Rudolf Kempe, Josef Krips, Rafael Kubelík, Erich Leinsdorf, Wilhelm Loibner, Lorin Maazel, Dimitri Mitropoulos, Edouard van Remoortel, Rudolf Moralt, Heinz Wallberg, Nello Santi, Giuseppe Patane, John Pritchard, Argeo Quadri, Mario Rossi, Sir Malcolm Sargent, Hermann Scherchen, Georg Solti, Hans Swarowsky, Horst Stein, George Szell, Silvio Varviso, Antonino Votto e Berislav Klobučar.
Coertse cantou ao lado de Eberhard Wächter, Jean Madeira, Giuseppe di Stefano, Alfredo Kraus, George London (baixo-barítono), Walter Berry, Rudolf Christ, Renate Holm, Boris Christoff, Anton Dermota, Otto Edelmann, Cesare Siepi, Giuseppe Taddei, Ettore Bastianini, Luciano Pavarotti, Aldo Protti, Simon Estes, Hilde Gueden, Johannes Heesters, Sena Jurinac, Waldemar Kmentt, Peter Schreier, Gottlob Frick, Paul Schöffler, Erich Kunz, Christa Ludwig, Julius Patzak, Murray Dickie, Luigi Alva, Helge Rosvaenge, Rudolf Schock, Birgit Nilsson, Teresa Stich-Randall, Gwyneth Jones, Otto Wiener, Heinz Holecek, Giuseppe Zampieri, entre outros.